# Hans Drawe
Hans Drawe (* 1942) ist ein deutscher Hörspielregisseur und Autor.

## Leben
Drawe begann als Dramaturg bei der DEFA, bevor er Ende der 1970er Jahre Hörspielregisseur beim Hessischen Rundfunk wurde. 2003 erhielt er den Deutschen Hörbuchpreis für seine Inszenierung von König der Könige des polnischen Autors Ryszard Kapuściński. Hörbuch des Jahres 2000 für „Wasserzechen der Poesie“ von Enzensberger.

## Filmografie
- 1970: Sie (Dramaturgie)